# Фабіян Абрантович
Фабія́н Абранто́вич (14 вересня 1884, Новогрудський повіт, Мінська губернія, Російська імперія — 2 січня 1946, Москва, РРФСР, СРСР) — білоруський релігійний і громадський діяч, католицький священник західного і східного обрядів, публіцист, філософ. Монах Ордену Маріан, архімандрит.

## Життєпис

### Освіта
Закінчив католицьку Петербурзьку духовну семінарію (1906), католицьку Імператорську Петербурзьку духовну академію з мірою магістра богослов'я (1910), захистив докторську дисертацію на філософському факультеті Лувенского університету у Бельгії (1914, тема дисертації: «Філософські коцепции світогляди Н. О. Лосского»)

### Священник і вчитель
З 11 листопада 1908 року — священник.
В 1910—1912 роках викладав в гімназії при римо-католицькій церкві святої Катерини в Петербурзі і в Імператорському училищі правознавства.
З 1914 року викладав філософію, соціальне вчення церкви і спів в католицькій Петербурзькій духовній семінарії. Одночасно був законовчителем в Петроградській Константиновской жіночої гімназії при Імператорському Жіночому інституті.
В травні 1917 року — один з організаторів першого З'їзду білоруських священнослужителів в Мінську. Був одним з лідерів білоруської організації «Християнське демократичне об'єднання».
В 1918—1920 роках — ректор знову створеної католицької Мінської духовної семінарії.
З 1919 року — прелат мінського кафедрального капітулу.
В 1920 році, після заняття Мінська військами Червоної армії, семінарія була перенесена в Пінськ (що знаходився тоді на території Польщі), де о. Фабіан був професором і духівником семінарії.
В 1926 році поступив в Друйский монастир.

### Діяльність в Харбіні
У 1928 році призначений Апостольським адміністратором для католиків східного обряду в Харбіні (спочатку його паства складалася з 18 осіб). Керував будівництвом храму в Харбіні, організацією і діяльністю ліцею святого Миколая для юнаків, конвенту урсулинок для дівчат і притулку сестер францисканок для дівчаток. Заснував в Харбіні монастир Ордену Маріан, випускав газету «Католицький вісник».

### Арешт і смерть в ув'язненні
У 1939 році знаходився в Римі на капітулі маріанського ордену, а потім попрямував на свою Батьківщину — Західну Білорусь. Відвідав у Львові митрополита Андрія Шептицького. Унаслідок уведення радянських військ у Західну Білорусь і Західну Україну у вересні 1939 році не зміг повернутися у Харбін. При спробі перейти новий радянсько-німецький кордон був заарештований 25 жовтня 1939 року. Перебував у львівській в'язниці, був звинувачений в антирадянській діяльності і в шпигунстві на користь Ватикану.
Один з його сусідів по камері згадував: «Я пробув разом з ним тільки три дні. Один раз упродовж цих трьох днів я бачив його після допитів, усього побитого, знівеченого, залитого кров'ю: на того, що лежить на землі поставили крісло і топталися по ньому, потім знову били до крові ногами.»
У січні 1940 року був переведений у Москву. Під час слідства у Львові і Москві винним себе не визнав. 23 вересня 1942 року Особливою нарадою при НКВС СРСР був визнаний винним у боротьбі проти революційного руху і нелегальному переході через кордон і засуджений до укладення в таборі строком на десять років. Помер у Бутирській в'язниці 2 січня 1946 року.

## Беатифікація
В 2003 році почався процес канонізації архімандрита Фабіана Абрантовича.